# Synothele subquadrata
Synothele subquadrata is een spinnensoort uit de familie Barychelidae. De soort komt voor in West-Australië.